# Фердинанд, искушаемый Ариэлем
Фердинанд, искушаемый Ариэлем — картина английского художника Джона Милле, написанная маслом в 1850 году и находящаяся в частной коллекции. На полотне изображен эпизод из Акта I Сцены II пьесы У. Шекспира Буря: Фердинанд, бросившийся в море, был оставлен мной [Ариэлем] один в пустынном месте //Вздыхает он, в тоске ломая руки. Его соблазняют Ариэль и духи, они поют о смерти его отца, оставаясь невидимыми для Фердинанда (Поется в песне о моем отце!//Не могут быть земными эти звуки,//Они сюда нисходят с высоты).
Песня Ариэля из первого акта драмы «Буря» в переводе Михаила Кузьмина:
Глубоко там отец лежит,
Кости стали как кораллы,
Жемчуг вместо глаз блестит,
Но ничего не пропало.
По-морски лишь изменилось,
В чудо-клады превратилось.
Нимфы шлют унылый звон,
Чу! Я слышу: дин-дон-дон.
Портрет написан с Фредерика Джорджа Стивенса, известного искусствоведа и художественного критика, входившего в кружок прерафаэлитов.
Картина цитируется в сатирической акварели Макса Бирбома «Мгновенное видение однажды постигло молодого Милле» 1916 года.